# Harald Rosenthal
Harald Rosenthal (ur. 6 czerwca 1937 w Berlinie) – niemiecki hydrobiolog, specjalista w zakresie rybołówstwa, akwakultury i ekologii wód,  doktor honoris causa multi

## Życiorys
W latach 1957–1962 studiował zoologię, chemię, geografię i filozofię na Wolnym Uniwersytecie w Berlinie (Freie Universität Berlin), a  w latach 1963–1968 – hydrobiologię i rybactwo w Hamburgu. W 1969 obronił pracę doktorską na temat masowej hodowli larw śledzia, a w 1981 został doktorem habilitowanym na podstawie monografii o systemach zamkniętych w hodowli ryb. W latach 1989–2002 był profesorem w Instytucie Morskim (Institut für Meereskunde) Uniwersytetu w Kilonii. 
Badania Rosenthala koncentrowały się na akwakulturze, szczególnie na hodowlach ryb w obiegu zamkniętym, a z drugiej na aspektach ekologicznych, w szczególności na kontroli i zapobieganiu zanieczyszczeniom oraz zrównoważonym rozwoju, zwłaszcza w krajach rozwijających się. Był jednym z pierwszych badaczy, który rozpoznał i zbadał niebezpieczeństwo dla ekosystemów spowodowane transportem życia morskiego na duże odległości w wodzie balastowej statków. Lobbował za regulacjami i innymi środkami zwalczającymi to niebezpieczeństwo.
Harald Rosenthal odegrał ważną rolę w międzynarodowej współpracy hydrobiologów i akwakulturystów, w szczególności pomiędzy Kanadą i Niemcami, a także Izraelem i Niemcami. Przez ponad 40 lat pracował w Międzynarodowej Radzie Badań Morza i Organizacji Narodów Zjednoczonych (FAO) w krajach rozwijających się. Od lat 60. XX w. angażował się w ochronę zagrożonych jesiotrów oraz przed nielegalną produkcją kawioru. W 2003 założył „Światowe Towarzystwo Ochrony Jesiotra – WSCS”. Był wydawcą Journal of Applied Ichthyology oraz założycielem i prezesem World Sturgeon Conservation Society (WSCS).
Otrzymał 7 tytułów doktora honoris causa, m.in. Uniwersytetu w Edynburgu (1985), kanadyjskim uniwersytecie w Moncton (1996), Akademii Rolniczej w Szczecinie (2003) – laudację wygłosił promotor profesor Rajmund Trzebiatowski, a także Uniwersytetu w Vancouver (Vancouver Island University) (2008). Jest członkiem Królewskiej Szwedzkiej Akademii Nauk.